# Juan Larrea (politico)
Juan Larrea (Mataró, 24 giugno 1782 – Buenos Aires, 20 giugno 1847) è stato un imprenditore e politico argentino.
Capeggiò un'unità militare durante la seconda delle invasioni britanniche del Río de la Plata e lavorò al cabildo di Buenos Aires. Con Domingo Matheu fu poi uno dei due soli esponenti nati in Spagna all'interno della Prima Giunta, il governo che sostituì il viceré dopo la Rivoluzione di Maggio.
Fu vicino al segretario Mariano Moreno all'interno della giunta, e fu confinato nella lontana città di San Juan quando questi fu allontanato dal governo con i suoi sostenitori. Tornò a Buenos Aires come deputato di Córdoba all'Assemblea dell'anno XIII, nella quale prese diverse risoluzioni. Con Carlos María de Alvear organizzò la strategia per la caduta della piazzaforte realista di Montevideo, una minaccia per Buenos Aires durante la guerra d'indipendenza argentina. Nonostante la vittoria, dovette in seguito affrontare un conflitto politico con l'ammiraglio William Brown e una crisi economica, finendo per essere esiliato dal Paese.
Si trasferì a Bordeaux, in Francia, ma tornò a Buenos Aires a seguito di un'amnistia. Alla fine i suoi affari subirono un duro colpo e Larrea si suicidò il 20 giugno 1847; all'epoca era l'ultimo membro vivente della Prima Giunta.

## Biografia

### La giovinezza
Juan Larrea nacque il 24 giugno 1782 nella città di Mataró, in Catalogna. Il padre era Martín Ramón de Larrea, impiegato alla dogana, e la madre si chiamava Tomasa Espeso. Studiò matematica e navigazione, ma presto orientò la sua formazione in vista di una carriera nel commercio. Essendo morto il padre nel 1793, Juan Larrea divenne presto il capo della famiglia, che si trasferì con lui a Buenos Aires, dove stabilì un deposito di vini, cuoio e zucchero. Commerciando con il Perù, l'Alto Perù, il Paraguay, il Cile e il Brasile coloniale divenne in poco tempo un rispettato uomo d'affari e fu nominato membro del Consolato di Commercio di Buenos Aires. In questo ruolo si impegnò a rafforzare il ruolo dei deputati di Buenos Aires alla corte di Madrid, a migliorare le relazioni con il Vicereame del Brasile e a ridurre i privilegi dei commercianti nati in Spagna.
Buenos Aires ed altre città vicine dovettero affrontare le invasioni britanniche tra il 1806 e il 1807. In assenza di rinforzi dalla Spagna, il viceré Santiago de Liniers dispose che ogni persona di Buenos Aires capace di usare un'arma avrebbe dovuto unirsi alla resistenza contro la seconda invasione. Larrea fondò, insieme con Jaime Nadal y Guarda, Jaime Lavallol e José Olaguer Reynals, la Legione dei Volontari catalani (Tercio de Miñones de Cataluña), della quale fu designato capitano. La difesa ebbe successo, e i britannici furono cacciati dal Vicereame.
Gli affari di Larrea prosperarono, e nel 1808 il cabildo di Buenos Aires lo incaricò di dirigere una pattuglia navale destinata a sopprimere i traffici di contrabbando; l'occasione gli diede un'opportunità per mettere alla prova le sue conoscenze nautiche. Nello stesso tempo partecipò alle riunioni segrete nelle quali i patrioti cercavano di promuovere cambiamenti politici. Nel 1809 fu coinvolto nell'ammutinamento del commerciante spagnolo Martín de Álzaga, che tentò di deporre il viceré Liniers e di rimpiazzarlo con una giunta di governo; l'ammutinamento fallì, ma nel 1810 la Rivoluzione di Maggio riuscì a deporre il nuovo viceré Baltasar Hidalgo de Cisneros. Larrea non prese parte alle discussioni dell'assemblea che decise il nuovo governo, ma fu nominato membro della Prima Giunta.

### La Prima Giunta
Il prestigio guadagnato da Larrea come influente uomo d'affari contribuì alla sua nomina come membro della Prima Giunta. Come per gli altri esponenti del nuovo governo, però, le ragioni precise della sua designazione non sono chiare; la composizione della giunta è stata considerata un compromesso tra “carlottisti”, che volevano una nuova entità statale retta da Carlotta Gioacchina, e seguaci di Martín de Álzaga. Larrea rinunciò ai suoi emolumenti come membro del governo e si impegnò a reperire fondi in vista dell'imminente guerra d'indipendenza. Di concerto con Manuel de Sarratea stabilì la bozza di un nuovo codice di commercio per la nuova entità statale, e si occupò di porre in esecuzione il bando comminato all'ex viceré Cisneros, assicurandosi dietro compenso che il capitano della nave su cui era stato forzatamente imbarcato, la Dart, evitasse ogni altro scalo fino all'arrivo alle Isole Canarie, dall'altra parte dell'Oceano Atlantico. Prese posizione favorevole all'esecuzione di Santiago de Liniers, protagonista di una contro-rivoluzione fallita, e appoggiò il segretario Mariano Moreno contro le posizioni del presidente della giunta, Cornelio Saavedra. Nel dicembre del 1810, Larrea votò affinché i deputati eletti nelle città dell'interno entrassero nella nuova giunta, benché in precedenza si sia dichiarato contrario a tale risoluzione. Grazie all'allargamento dell'esecutivo, Saavedra aveva intenzione di ridurre notevolmente l'influenza di Moreno in seno alla Prima Giunta.
La proposta di allargamento fu accolta, e dopo l'assorbimento dei nuovi deputati si ebbe la formazione della Giunta Grande. Le dimissioni e la repentina morte di Moreno non ridussero i conflitti tra i suoi seguaci e quelli di Saavedra. Un'insurrezione da parte di questi ultimi, il 5 e 6 aprile 1811, costrinse alle dimissioni i “morenisti” rimasti, tra i quali figurava lo stesso Larrea; quest'ultimo fu accusato di aver aderito a gruppi sediziosi e di aver messo a rischio la sicurezza pubblica. Larrea fu quindi destituito, imprigionato e confinato prima nella vicina città di Luján, e in seguito nella lontana San Juan.

### Il ritorno in politica
A San Juan Larrea si dedicò nuovamente alle sue attività commerciali, disinteressandosi della politica fino al 1812. La rivoluzione dell'8 ottobre di quell'anno riportò al potere i seguaci di Moreno, permettendogli di tornare a Buenos Aires; Larrea fu eletto deputato per la città di Córdoba all'Assemblea dell'anno XIII, che avrebbe dovuto redigere una nuova costituzione.
Nell'assemblea, Larrea fu promotore di una legge che tassava la maggior parte delle importazioni, con l'eccezione di macchine, strumenti scientifici, libri, armi e forniture militari. Instaurò una nuova moneta e si premurò di equipaggiare l'Esercito del Nord. Il sistema di rotazione al quale era legata la presidenza gli permise di presiedere l'assemblea dal 30 aprile al 1º giugno 1813; in questo periodo furono deliberate l'abolizione della tortura e dei titoli nobiliari, e fu scelto ufficialmente l'Inno Nazionale.
Larrea fece brevemente parte del Secondo Triumvirato, sostituendo José Julián Pérez come ministro delle finanze, fino a quando l'assemblea pose fine al Triumvirato creando il Direttorio, carica che riassumeva il potere esecutivo nelle mani di una sola persona. Gervasio Antonio de Posadas, il primo Direttore Supremo designato, si mostrò subito preoccupato della minaccia costante che costituiva la città di Montevideo, che era nelle mani dei realisti fin dall'inizio della guerra d'indipendenza. Carlos María de Alvear progettò di rinforzare il già esistente assedio con un blocco navale; l'esperienza di Larrea si rivelò indispensabile al completamento del piano. Mentre Alvear metteva a punto la strategia militare, Larrea si prese carico degli aspetti finanziari della faccenda, redigendo un rapporto sulla natura, i costi e la potenza della forza navale occorrente, oltre che sui capitani e i marinai che sarebbero occorsi all'impresa; a tal scopo iniziò a negoziare con l'uomo d'affari statunitense William Porter White. Larrea scelse inoltre l'irlandese William Brown nel ruolo di comandante della nuova flotta. Grazie ad essa, le forze realiste di Montevideo furono definitivamente sconfitte nel giugno del 1814.
Larrea ebbe presto degli scontri con Brown, che gli rimproverò il fatto di non tenere fede agli accordi e di essere il responsabile della scarsezza di approvvigionamento della flotta, oltre che dello scontento tra i marinai. Buenos Aires non aveva una tradizione navale, e la maggior parte degli uomini reclutati nella campagna navale era straniera; di conseguenza, il loro impegno personale durante la guerra era spesso limitato. Dopo la presa di Montevideo, Larrea chiese a Brown di riferire ormai direttamente al ministro della guerra, e di smettere di corrispondere con lui. Ciononostante, i dissensi continuarono. Per far fronte alla crisi economica provocata dal conflitto, Larrea vendette le navi catturate, smantellò la flotta e si disfece delle imbarcazioni di proprietà del governo; da parte loro, i marinai si lamentarono di non aver ricevuto il loro salario, oltre che la ricompensa per la vittoria e una quota sulla vendita delle navi catturate. Larrea e White en furono ritenuti responsabili, e il primo, dopo aver firmato l'ordine di creazione di un reparto di fanteria e di un reggimento di cavalleria destinati all'Esercito delle Ande, rassegnò le dimissioni alla fine dell'anno. Larrea incolpò inoltre White del conflitto ancoro in corso per la retribuzione dei marinai, affermando che, secondo gli accordi, sarebbe stato quest'ultimo ad occuparsi del pagamento dei salari. Alvear, che nel frattempo aveva assunto la carica di Direttore Supremo, dovette dimettersi nel 1815 a seguito dell'ammutinamento di Ignacio Álvarez Thomas, e tutti i membri della sua amministrazione furono portati a giudizio. Larrea fu accusato di abuso di potere, frode amministrativa e malversazione nella gestione del denaro pubblico. Fu condannato alla confisca di tutti i suoi beni de esiliato.

### L'esilio e il ritorno
Esiliato, Larrea si trasferì a Bordeaux, dove riprese a commerciare con alcuni suoi vecchi soci. Mantenne corrispondenza con Bernardino Rivadavia, e nel 1818 si spostò a Montevideo, allora sotto controllo brasiliano, e rafforzò i contatti che aveva mantenuto a Buenos Aires dalla sua nuova residenza. Alla fine fu autorizzato a ritornare nella capitale argentina nel 1822, a seguito dell'amnistia concessa grazie ad una legge appena approvata.
Tornato a Buenos Aires, Larrea abbandonò ogni attività politica e si concentrò sui suoi affari. Stabilì un servizio postale con la città di Le Havre, in Francia, ma l'impresa fallì. Si dedicò in seguito alla compravendita di bestiame a Buenos Aires e Montevideo. Fu nominato console delle Province Unite dal governatore Manuel Dorrego, e si trasferì nuovamente a Bordeaux per rafforzare le relazioni commerciali con la Francia.
Nel 1830, poco dopo la prima nomina di Juan Manuel de Rosas a governatore di Buenos Aires, si dimise dalla carica di console e tornò nuovamente ai suoi affari privati, soggiornando a Montevideo, a Colonia del Sacramento e a Bordeaux, prima di tornare a Buenos Aires. Si suicidò il 20 giugno 1847; all'epoca era l'ultimo membro della Prima Giunta rimasto in vita.